# فاليكود كوتايم
فاليكود كوتايم (بالإنجليزية: Vallicode-Kottayam)‏ هي منطقة سكنية تقع في الهند في منطقة باثانامثيتا. يقدر عدد سكانها بـ 14,580 نسمة .